# Les Mées (Alpy Górnej Prowansji)
Les Mées – miejscowość i gmina we Francji, w regionie Prowansja-Alpy-Lazurowe Wybrzeże, w departamencie Alpy Górnej Prowansji.

## Demografia
Według danych na rok 1990 gminę zamieszkiwało 2601 osób, a gęstość zaludnienia wynosiła 40 osób/km². W styczniu 2015 r. Les Mées zamieszkiwało 3598 osób, przy gęstości zaludnienia wynoszącej 55,3 osób/km².